# 鉄の警察
『鉄の警察』（テツノポリス）は、原作：高橋のぼる、作画：黒江ゆきによる日本の漫画。『月刊!スピリッツ』（小学館）にて2018年6月号から2019年6月号まで連載された。

## あらすじ
スリ、痴漢、テロなど、鉄道や駅で起こる事件から乗客の平和を守るため奮闘する鉄道警察隊を描く物語。正義を貫くため、主人公の新人隊員・青空鉄軌は悩みながらも今日も戦い続ける。

## 登場人物

### 埼玉県警鉄道警察隊
正式には「埼玉県警察本部地域部鉄道警察隊」。
青空鉄軌（あおぞら てつき）
隊本部・犬宮本隊に所属する第一係巡査。頭より体が動く正義に燃える男。
星占いによるラッキーアイテムを気にしていて、それにこだわるあまり服装などでつばめに突っ込まれる。
犯罪者検挙がしたい執念で丸三日間、懲りもせずに盗撮犯人から押収した画像をにらみ見る姿勢は達磨たちに一目置かれる（淳曰く、これでうんざりして退職していく人が多いという）。
特技はパルクール。しかし達磨になるべく控えるように言われている。
仕事に賢明すぎて前の恋人に振られる、今は遥と「友達以上恋人未満」の関係。
蘭々つばめ（らんらん つばめ）
鉄軌の先輩で、巡査長。鉄軌に対する突っ込み役。眼鏡をかけている。
よく鉄軌とぶつかるが、アイドルの趣味が共通するなど「ケンカするほど仲がいい」。
好きだった小夜里に犯罪証拠隠滅に利用されたことを知るが、そんな彼女に対して怒らず自首をすすめた。小夜里が自首・逮捕の後も彼女への思いは消えず、手紙のやり取りをしているらしい（のちに小夜里に固辞される形で振られる）。
山頭火大地（さんとうか だいち）
鉄軌の上司。クールで頭が切れる鉄道警察隊のエース。鉄軌に「指揮官」と呼ばれ、一番尊敬されている。大好物は「冷やしたぬきそば」で、よく犬宮駅の駅そばで食べている。
「駅という魔物から乗降客を守るのが我々の仕事だ」、「（我々に必要な三つの気は）元気、本気、根気！」と語っている。
達磨鉄平（だるま てっぺい）
巡査部長で主任。新人の鉄軌を憂いて「迷惑行為取締隊」から外したが、山頭火の懇願でチームに入れた。
何かと鉄軌を心配している。
榊麗花（さかき れいか）
巡査部長。部署内の女性ではトップにあたる。強く気が高い、姉御的存在。
武道家の家柄で、柔道三段の黒帯。部署の柔道大会でも優勝した。
仕事の鬼ではあったが、異性縁に恵まれて結婚。その直前にスカート切り裂き事件を鉄軌とともに摘発する。
星川愛美（ほしかわ まなみ）
鉄軌の先輩、巡査。たくましきクールビューティー。
主に鉄軌や太に突っ込みを入れる。
剣崎賢司（けんざき けんじ）
鉄道警察隊隊長、役職は警視。鉄軌を温かく見守っている。
「ピヨ」摘発がらみでの検挙数が多いという。
島時夫（しま ときお）
巡査で鉄軌の先輩。少し頼りないが優しい。
鉄軌の部署では年長者に入るが、鉢巻をするとさらに老けて見える。
安西淳（あんざい じゅん）
巡査。30歳とは思えない童顔かつ美形で、マダムキラーとなっている。つばめに弄られる。
鉄軌と島に痴女の都市伝説を話した。島には「淳ちゃん」と呼ばれている。
小枝太（こえだ ふとし）
巡査。見た目からして体育会系で、鉄軌いわく「空回りしていて憎めない」。
彼が偶然見つけた「闇サイト」がきっかけとなって、鉄軌がおとり捜査で集団痴漢魔を一斉検挙した。
防犯カメラのセーラー服を「ネット販売のコスプレ用」である事を見抜き、榊と愛美に呆れられるなど「色物サイト」事情に詳しい。
堀戸幸江（ほりと ゆきえ）
鉄道痴漢通報者ホットラインの窓口担当。
通報を受けて、鉄軌たちの部署に知らせる。

### その他
鉄軌の務める犬宮駅に関係する人々。
藤森遥（ふじもり はるか）
犬宮駅にある何某大学の獣医学部に通う女子大生。痴漢被害者で、鉄軌に相談する。
まだ、恋人という間柄ではないが鉄軌とデートをしている。
セルド
犬宮駅近辺で暗躍する痴漢魔なニート、彼女もいない。彼曰く「ソフトな寸止め痴漢」で、背後にべったりついて妄想するだけなので「グレーゾーン」だろうと高をくくっていたが、鉄軌に逮捕された。スペイン語で「豚野郎」（本来は豚肉）の意味。
麻薬二人組
山頭火が当初、（誤認逮捕と思われ）けがをさせた二人、暴谷淳平と花園光三郎。
鉄軌が逮捕した盗撮犯人から押収した映像から二人が麻薬取引をした証拠が見つかり、山頭火は処分を免れた。
大沼小夜里（おおぬま さより）
鉄軌に指輪を盗んだ容疑で逮捕されるが、当初は証拠も出ず誤認逮捕とされた。
バツイチで子供なし。幼稚園の調理師をしている。
鉄軌と同じく「潔白」を装う彼女を腑に落ちない山頭火は独自に調べ、彼女を「指輪盗み」犯人と推察した。
実はつばめの服を隠し場所にして、つばめが自分に惚れていることを利用して（自分も行為があるように装い）口実をつけてはつばめの家に来宅して、証拠の指輪を取り返そうとしたが、つばめに見つかってしまった。彼女曰く、「指輪を眺めて幸せそうな彼女（うどん職人）に嫉妬してつい盗んでしまった」とつばめに言っている。
つばめに何回か手紙を出されるが、「自分は彼に愛される資格のない女」と固辞する。
一色明日香（いっしき あすか）
闇サイトで募られた集団痴漢魔のターゲットとされた被害女性。都立馬句沢高校に通う17歳。吹奏楽部・フルート担当、彼氏なし。
なお、兵頭が募った痴漢6人組はおとりの鉄軌（コードネームは小太）のほか、パンスト大介（卍まんじに次ぐ年長者）、卍まんじ（メンバー最年長）、鉄棒なめなめ（爪を噛む癖がある）、イケメン（ロック歌手風の身なり）、OPP（ニートで親のすねをかじっている）である。
鉄軌・太・愛美たちのおかげで、彼女の被害は小規模に収まった。
兵頭権太朗（ひょうどう ごんたろう）
37歳、一部上場の証券会社で働く管理職。実は彼が闇サイトで集団痴漢魔を募り、自分はさも部外者を装って集団痴漢魔6人（おとりの鉄軌含む）と同乗したが、明日香に痴漢しようとしたところを鉄軌に見つかり御用となる。
企業・家庭での葛藤から心の隙間を埋めようと、純真無垢な明日香を痴漢のターゲットにしようとした。だが、明日香は彼の事を「素敵なビジネスマン」だと思っていたことから、結果的には明日香を裏切ることになってしまった。
吉田帝亜羅（よしだ てぃあら）
鉄軌の回想シーンに登場した幼馴染。小学5年生の時に同じクラスとなったことがある。
いじめっ子で、鉄軌も何度か彼女の被害にあった。
高梨林檎（たかなし りんご）
「硝子坂46」のメンバー。鉄軌とつばめは彼女の大ファンであり、つばめは彼女を「なしりん」と呼ぶ。
松戸木勇気（まつどき ゆうき）
「硝子坂46」の最年長で、愛称は「可愛いお局ねーさん」。「硝子坂46」メンバーで唯一ソロコンサートを成功させたアイドルの鑑的存在。鉄軌が彼女とマネージャーを車で送ったことがあった。
勇気のマネージャー
剣崎の指令で鉄軌は林檎の護送をする予定であったが、林檎当人が帰宅してしまい、残った勇気とマネージャーを送る事になった。
彼は通常、勇気の運転手を兼ねているが、この時は体調を悪くしてしまい、鉄軌が運転を引き受けることにした。
鉄軌は追跡ファン除けと、彼の体調を考慮して鉄道博物館へ回避。
山川星影夢（やまかわ ぽえむ）
達磨と剣崎の命令で不定運賃乗車（ピヨ＝子供運賃を悪用する大人、自動改札を通る音からきている）の摘発観察をしていたところ、挙動不審な行動（顔の表情を変え、エスカレーターを逆走するなど）した彼を検挙した。
36歳で無職（ニート）であることから90円安く上げたいと不正乗車したという。
さらに鉄軌の荷物検査で（女性ものの）下着泥棒をしていたことが判明した。
彼の逮捕で鉄軌はつばめに「ピヨ太郎」と弄られた。
須藤玲子（すどう れいこ）
島・淳と一緒に「警乗」（列車内における警察活動）した鉄軌が、安西から聞いたとある沿線にある都市伝説「寸止紅子」の正体。
淳によると、件の女は痴女で、金曜日の終電で沿線の男子高生をお持ち帰りして童貞喪失させるという。
島とともに警乗したところ、彼女は酔いつぶれて男子高生に自転車で送ってもらっていたとの事。事件性はないとのことで、「二人乗りは禁止」と鉄軌に注意されてパトカーで帰された。
山崎咲莉奈（やまざき さりな）
「赤いスカート切り裂き事件」の第一被害者。大学生。
梅田結衣（うめだ ゆい）
「赤いスカート切り裂き事件」の第二被害者。IT企業勤務。被害当時は赤いワンピースを着用。
鈴木小春（すずき こはる）
「赤いスカート切り裂き事件」の第三被害者。高校生。
佐々木穂果（ささき ほのか）
「赤いスカート切り裂き事件」の第四被害者。OL。
高橋小平（たかはし しょうへい）
「赤いスカート切り裂き事件」の容疑者候補。
36歳、懐石料理店の板前。
飯岡啓太（いいおか けいた）
「赤いスカート切り裂き事件」の容疑者候補。
25歳、犬宮の大学病院に勤める研修医。
事件の犯人で、苦学生で女性に八つ当たりしての犯行であった（5人に切り裂き、おとりの榊に手を出そうとして鉄軌に逮捕された）。
下田隆一（しもだ りゅういち）
「赤いスカート切り裂き事件」の容疑者候補。
55歳、無職のギャンブラー（パチンコ、競馬）。
なお、飯岡のお金を盗んだのはこの男であった。
翔太母息（しょうた・おやこ）
犬宮駅近くでラーメン店を営む母と息子。母は亡き夫のラーメン店を引き継ぐが、料理はまずく「お色気熟女」を売りにしていた。
息子・翔太は中学で野球部のエースであるが、それを気に入らない先輩・松岡に脅されてセーラー服を着用させられ、ほんの小さな抵抗心のつもりで松岡が乗る電車を止めようとして置石事件を起こした。
事情を知った鉄軌は翔太に注意させるだけで穏便に済ませるが、それを聞いた母は店をたたんで一緒に実家へ帰り、息子の事を考えて一から出直すことにした。

## 書誌情報
- 高橋のぼる・黒江ゆき 『鉄の警察（テツノポリス）』 小学館〈ビッグコミックス〉、既刊2巻（2019年05月30日現在）
  1. 2018年11月30日発売 ISBN 978-4-09-860130-1
  2. 2019年05月30日発売 ISBN 978-4-09-860288-9